# 平陵县 (江苏)
平陵县，中国古县名，位于今江苏省溧阳市境内西部，县治平陵城（今溧阳市南渡镇古城村）。西晋后期由永世县析置而来，南北朝刘宋元嘉年间废县，其境并入永世、溧阳二县。

## 历史
秦始皇二十六年（前221），置溧阳县，属鄣郡。溧阳县辖今溧阳市、南京市溧水区东南部及高淳区境域。
三国时期吴黄武元年（222），废溧阳县建制，东境置永平县，县治古县（今溧阳市天目湖镇古县村）。西境则辟为屯田，设屯田都尉。两地俱属丹杨郡。
西晋太康元年（280），司马炎灭吴，改永平县为永世县，县治仍在古县；废溧阳都尉，复置溧阳县，县治固城。
永兴元年（304）， 析永世县西境置平陵县，县治设於平陵城（今溧阳市南渡镇古城村）。
永嘉四年（310），析吴兴、丹阳二郡部分地区置义兴郡，郡治阳羡县（今宜兴市市区），永世、平陵二县改属义兴郡。不久重属丹阳郡。
南朝宋元嘉九年（432），废平陵县，分其地并入永世、溧阳二县。